# Château de Bernesq
Le château de Bernesq est un édifice situé sur le territoire de la commune de Bernesq, en France.

## Localisation
Le monument est situé dans le département français du Calvados, au sud du bourg de Bernesq.

## Architecture
L'édifice est inscrit au titre des Monuments historiques depuis le 2 juillet 1927.